# SN 1992aa
SN 1992aa – supernowa typu II odkryta 10 maja 1992 roku w galaktyce NGC 6464. W momencie odkrycia miała maksymalną jasność 18,00m.